# Eudonia locularis
Eudonia locularis là một loài bướm đêm trong họ Crambidae.